# 虞集
虞集（1272年—1348年），字伯生，祖籍仁寿（今属四川省），元代文学家。

## 生平
南宋丞相虞允文的五世孙。父虞汲曾任黄冈尉，宋亡后，徙居临川崇仁（今属江西省）。虞集自小聰敏，戰亂流離之際，無書可讀，其母楊氏以口授其《論語》、《孟子》、《左傳》。元成宗大德元年（1297年）至大都，任大都路儒学教授，累迁秘书少监。仁宗时，擔任集贤修撰。文宗时，任奎章阁侍书学士，纂修《皇朝經世大典》。元順帝即位，稱病歸臨川。至正八年五月（1348年）卒，年七十七。谥文靖。
工書法，得晉朝人韵味；又工於詩，與柳貫、黃溍、揭傒斯被稱為“儒林四傑”。其詩具民族意识，與揭傒斯、范梈、杨载齐名，被譽為元詩四大家之一，自称其诗如“漢廷老吏”。人称邵庵先生。著有《道園學古錄》五十卷、《道園類稿》五十卷、《道園遺稿》六卷、《虞文靖公道園全集》（1837年刊本）。傳世詞作很少，清人朱祖謀《彊村叢書》曾輯校《道園樂府》一卷。近人王颋点校《虞集全集》，2007年天津古籍出版社出版。
清翁方纲作《虞文靖公年譜》。

## 延伸阅读
[在维基数据编辑]
 《元史·卷181》，出自宋濂《元史》
 《新元史/卷206》，出自柯劭忞《新元史》
 在维基共享资源阅览影像